# Aloe parviflora
Aloe parviflora ist eine Pflanzenart der Gattung der Aloen in der Unterfamilie der Affodillgewächse (Asphodeloideae). Das Artepitheton parviflora  leitet sich von den lateinischen Worten parvus für ‚klein‘ sowie -florus für ‚-blütig‘ ab und verweist auf die kleinen Blüten der Art.

## Beschreibung

### Vegetative Merkmale
Aloe parviflora wächst stammlos und einfach mit fleischigen Wurzeln. Die vier bis sechs ausgebreiteten, linealischen Laubblätter bilden eine Rosette und besitzen gerundete Spitzen. Die hellgrüne Blattspreite ist 20 bis 25 Zentimeter lang und 6 bis 8 Millimeter breit. Auf der Blattunterseite sind, besonders nahe der Basis, viele etwas warzige weiße Flecken vorhanden. Am Blattrand befinden sich winzige, weißliche Zähne.

### Blütenstände und Blüten
Der einfachen Blütenstand erreicht eine Länge von bis zu 40 Zentimeter. Die dichten, kopfigen Trauben sind 3 Zentimeter lang und 3 Zentimeter breit. Die eiförmig-zugespitzten Brakteen weisen eine Länge von 8 bis 12 Millimeter auf. Die trüb rosarötlichen Blüten stehen an 8 bis 12 Millimeter langen Blütenstielen. Die Blüten sind zylindrisch-dreieckig und 8 Millimeter lang. Oberhalb des Fruchtknotens sind sie zur Mündung leicht verengt. Ihre Perigonblätter sind nicht miteinander verwachsen. Die Staubblätter und der Griffel ragen nicht aus der Blüte heraus.

## Systematik und Verbreitung
Aloe parviflora ist in der südafrikanischen Provinz KwaZulu-Natal im Grasland in einer Höhe von 1000 Meter verbreitet.
Die Erstbeschreibung durch John Gilbert Baker wurde 1901 veröffentlicht. Aloe parviflora ist eng mit Aloe minima verwandt und wurde von Hugh Francis Glen und David Spencer Hardy im Jahr 2000 als Synonym dieser Art angesehen.

## Nachweise